# Basses (Viena)
Basses és un municipi francès situat al departament de la Viena i a la regió de la Nova Aquitània. L'any 2007 tenia 351 habitants.

## Demografia

### Població
El 2007 la població de fet de Basses era de 351 persones. Hi havia 132 famílies de les quals 28 eren unipersonals (20 homes vivint sols i 8 dones vivint soles), 52 parelles sense fills, 48 parelles amb fills i 4 famílies monoparentals amb fills.
La població ha evolucionat segons el següent gràfic:
Habitants censats

### Habitatges
El 2007 hi havia 164 habitatges, 142 eren l'habitatge principal de la família, 7 eren segones residències i 15 estaven desocupats. 156 eren cases i 7 eren apartaments. Dels 142 habitatges principals, 116 estaven ocupats pels seus propietaris, 25 estaven llogats i ocupats pels llogaters i 1 estava cedit a títol gratuït; 2 tenien una cambra, 5 en tenien dues, 20 en tenien tres, 42 en tenien quatre i 73 en tenien cinc o més. 111 habitatges disposaven pel capbaix d'una plaça de pàrquing. A 58 habitatges hi havia un automòbil i a 78 n'hi havia dos o més.

### Piràmide de població
La piràmide de població per edats i sexe el 2009 era:
| Homes | Edats   | Dones |
| ----- | ------- | ----- |
| 0     | 95 o +  | 0     |
| 0     | 90 a 94 | 0     |
| 0     | 85 a 89 | 0     |
| 0     | 80 a 84 | 0     |
| 8     | 75 a 79 | 4     |
| 0     | 70 a 74 | 12    |
| 12    | 65 a 69 | 4     |
| 16    | 60 a 64 | 4     |
| 4     | 55 a 59 | 8     |
| 20    | 50 a 54 | 20    |
| 12    | 45 a 49 | 8     |
| 16    | 40 a 44 | 20    |
| 16    | 35 a 39 | 8     |
| 12    | 30 a 34 | 0     |
| 12    | 25 a 29 | 24    |
| 8     | 20 a 24 | 16    |
| 20    | 15 a 19 | 8     |
| 16    | 10 a 14 | 0     |
| 8     | 5 a 9   | 8     |
| 8     | 0 a 4   | 4     |

## Economia
El 2007 la població en edat de treballar era de 235 persones, 183 eren actives i 52 eren inactives. De les 183 persones actives 163 estaven ocupades (94 homes i 69 dones) i 19 estaven aturades (4 homes i 15 dones). De les 52 persones inactives 23 estaven jubilades, 13 estaven estudiant i 16 estaven classificades com a «altres inactius».

### Ingressos
El 2009 a Basses hi havia 144 unitats fiscals que integraven 354 persones, la mediana anual d'ingressos fiscals per persona era de 16.286,5 €.

### Activitats econòmiques
Dels 5 establiments que hi havia el 2007, 1 era d'una empresa de construcció, 1 d'una empresa de comerç i reparació d'automòbils, 1 d'una empresa d'hostatgeria i restauració, 1 d'una empresa de serveis i 1 d'una entitat de l'administració pública.
L'any 2000 a Basses hi havia 19 explotacions agrícoles que ocupaven un total de 1.284 hectàrees.

## Poblacions properes
El següent diagrama mostra les poblacions més properes.